# لیتل والتهم
لیتل والتهم (به انگلیسی: Little Waltham) یک روستا و محله مدنی در بریتانیا است که در چلمزفورد واقع شده‌است. در مجاورت روستای گریت والتام قرار دارد. کتاب Domesday به این دو روستا به عنوان Waltham اشاره می کند که از چندین عمارت تشکیل شده است. محل یک روستای باستانی قبل از ارتقاء جاده اصلی شمال بین روستاهای فعلی حفاری و کشف شد. لیتل والتهم ۱٬۲۸۵ نفر جمعیت دارد. 